# Гумбольдт (округ, Невада)
Гумбольдт (англ. Humboldt County) — округ, расположенный в штате Невада (англ. Nevada). Административный центр округа — город Уиннемакка.

## История
Округ Гумбольдт образован в 1856 году как один из Законодательных Территорий штата Юты и в 1861 году вошёл в список первых девяти созданных округов штата Невада. Своё название округ получил по названию реки Гумбольдт, которая в свою очередь была названа Джоном Чарльзом Фримонтом в честь немецкого государственного деятеля, натуралиста и путешественника барона Александра фон Гумбольдта. Первым административным центром округа был город Юнионвилл, а после окончания горнодобывающего бума столица округа была перенесена в 1861 году в город Уиннемакка.

## География
По данным Бюро переписи населения США округ Гумбольдт имеет общую площадь в 9.658 квадратных миль (25.014 квадратных километров), из которых 24.988 км² занимает земля и 26 км² — вода (0,10 % от общей площади).

### Заповедники и национальные парки
- Национальный заповедник Гумбольдта (часть)
- Шелдонский национальный заповедник (часть)

### Соседние округа
- Элко — восток
- Ландер — юго-восток
- Першинг — юг
- Уошо — запад
- Харни (Орегон) — север
- Малур (Орегон) — север
- Овайхи (Айдахо) — северо-восток

## Демография
По данным переписи населения 2000 года в округе Гумбольдт проживало 16.106 человек, 4.133 семей, насчитывалось 5.733 домашних хозяйств и 6.954 единиц сданного жилья. Средняя плотность
населения составляла около 1 человека на один квадратный километр. Расовый состав округа по
данным переписи распределился следующим образом: 83,21 % белых, 0,51 % афроамериканцев, 4,02 % коренных американцев, 0,57 % азиатов, 0,07 % выходцев с тихоокеанских островов, 3,09 % смешанных рас и 8,54 % — других народностей. 18,87 % населения составляли выходцы из
Испании или стран Латинской Америки.
40,90 % от всего числа зарегистрированных семей имели детей в возрасте до 18 лет, проживающих вместе с родителями, 59,60 % представляли собой супружеские пары, живущие вместе, в 7,60 % семей женщины проживали без мужей, а 27,90 % семей не являлись семьями как таковыми. 22,80 % всех зарегистрированных домашних хозяйств представляли одиночки, при этом 6,30 % составили одиночки старше 65 лет. Средний размер домашнего хозяйства составил 2,77 человека, средний размер семьи — 3,28 человека.
Население округа по возрастному диапазону по данным переписи 2000 года распределилось следующим образом: 31,40 % — жители младше 18 лет, 7,50 % — между 18 и 24 годами, 31,20 % — от 25 до 44 лет, 22,30 % — от 45 до 64 лет, 7,50 % — старше 65 лет. Средний возраст жителей округа при этом составил 33 года. На каждые 100 женщин приходилось 110,30 мужчин, при этом на каждых сто женщин 18 лет и старше приходилось 110,20 мужчин также старше 18 лет.
Средний доход на одно домашнее хозяйство в округе составил 47.147 долларов США, а средней доход на одну семью в округе — 52.156 долларов США. При этом мужчины имели средний доход 44.694 долларов США в год против 25.917 долларов США среднегодового дохода у женщин.
Доход на душу населения в округе составил 19.539 долларов США в год. 9,70 % от всего числа семей в округе и 7,70 % от всей численности населения находилось на момент переписи населения за чертой бедности, при этом 10,40 % из них были моложе 18 лет и 10,80 % — в возрасте 65 лет и старше.

### Города и посёлки
- Уиннемакка
- Денио
- Голконда
- Мак-Дермитт
- Оровада
- Парадайс-Валли
- Стон-Хаус
- Велми